# バニーガーデン
『バニーガーデン』は、qureateより発売されたゲームソフト。対応プラットフォームはNintendo Switch・SteamでSwitch版が2024年4月18日に、Steam版が同月19日に配信開始。同年12月19日にはSwitchパッケージ版が発売。
バニーガールの女性従業員が接待するコンセプトバーを舞台とした従業員と酒を飲みながら恋愛を育むという内容のアドベンチャーゲーム（恋愛シミュレーションゲーム）。

## ストーリー
会社での重大なミスが原因で解雇された主人公・乾田杯人は、やけ酒を煽りに居酒屋へ向かう中、花奈という女性と出会う。彼女から明るい笑顔でお酒を飲んで切り替えようと誘われ、ついていくとそこはウサギのように可愛らしい女性たちが接客する紳士の憩い場、「BUNNY GARDEN（バニーガーデン）」だった。

## ゲームシステム
平日は友人の店の手伝いとして働き、毎週土曜日に給料が入る。

### メニュー画面
土曜日と日曜日のみ操作可能。
入店
バニーガーデンに入店する。
ショップ
キャストへのプレゼントを購入できる。
カレンダー
予定を確認することができる。
ギャンブル
1日10回まで選択可能（10回選択すると翌日に進む）。ギャンブルでお金を稼ぐ。ただし負ければお金を失うため、ハイリスクハイリターンと言える。
旅行
キャストと旅行に行くことができる。
派遣
土曜日のみ選択可能。派遣の仕事に入り、お金を稼ぐことができる。選択するとその週はバニーガーデンへの入店はできない。
チェキ帳
これまでに撮ったチェキを確認することができる。
寝る
日付を次の日に進める。
セーブ/ロード
これまでのデータをセーブ・ロードできる。

### バニーガーデン
酒
自分とキャストの酒を注文する。キャストが酒を取る際にはパンチラが発生し、見える面積はグラスよりボトルの方が大きい。キャストに酒を注文しないことで他のキャストに変更することができる。また、キャストの好みの酒を注文することで、より好感度が上昇する。
会話パート
キャストの質問に対し適切な回答をすることで、好感度がより上昇する。キャストを酔わせると普段と違う一面を見ることができる。
VIP席
ある程度好感度が上がった状態になると個室に案内される。そこではキャストとの会話に加え、ツイスターゲームや手押し相撲、チェキ撮影ができる。またASMRパートになることもある。なおガイドラインにより、ASMRパートの未許諾の動画配信は禁止とされており、実況動画などでASMRパートが発生した場合はスキップするようにとの指示がされている。
プレゼント
キャストにプレゼントを渡す。特に渡すものがパンツ・ストッキングの場合、次回来店時にキャストがそれを履いてくる場合がある（「PTA（パンツ・たくさん・ありがとう）システム」）。
アフターデート
ある程度好感度が上がった状態になると、キャストからアフターに誘われたり、休日デートに誘われる場合がある。
なお、土曜日はキャストが休みの場合がある。また、自分の所持金を超えて注文することも可能だが、一定の期間までに借金を返済しないと、漁船END（バッドエンド）になる。さらに、9月30日までに各キャストとのエンディングを迎えなければ、閉店END（バッドエンド）になる。

## 登場人物
乾田杯人（かんだ はいと）
主人公。会社をクビにされ絶望していた中、花奈と出会い「バニーガーデン」を紹介され、人生をやり直すために店に通いだす。普段は友達の下で仕事の手伝いをしている。

### キャスト
キャストの名前は全員源氏名であり、本名はエンディングで初めて判明する。
花奈（かな）
声 - 星谷美緒
新人キャスト。会社をクビになり絶望に包まれていた杯人をバニーガーデンに案内した。天真爛漫な性格で誰とも隔てなく明るく優しく接してくれる。ある夢をかなえるため父親の反対を押し切り上京している。イメージカラーは赤。

凜（りん）
声 - 鈴木絵理
自由奔放でフレンドリーなキャストで、お客さんに対して最初からタメ語で話す。ギャル風な見た目に反して実はアニメや漫画が大好きなオタク。イメージカラーは黄色。

美羽香（みうか）
声 - 田澤茉純
クール系で落ち着いたキャスト。思ったことをズバズバと口に出す性質だが、本人は悪気があって言っているわけではない。歳の離れた妹と2人暮らしをしている。3人の中では最もキャスト歴が長い。イメージカラーは青。

## リアルイベント
バニーガーデン2024スペシャルイベント〜お紳士たちの桃源郷〜
2024年12月28日、池袋HUMAXシネマズで開催。新規書き下ろしストーリーやキャストによるキャラクターソング歌唱、コラボドリンク販売などが行われる。

## へべれけ ばにーがーでん
2025年発売予定のスピンオフ作品。ジャンルは「千鳥足アクションゲーム」となっており、内容は酔っぱらったキャストを無事に家に導くという物。